# Fujiko Yamamoto
Fujiko Yamamoto (山本 富士子, Yamamoto Fujiko) est une actrice japonaise née le 11 décembre 1931 à Osaka.

## Biographie
Fujiko Yamamoto étudie la danse traditionnelle japonaise auprès de Rokunosuke Hanayagi. Elle est élue Miss Nippon en 1950. C'est en 1953 qu'elle débute au cinéma ; elle entre aux studios de la Daiei. Elle tourne son premier film avec Kazuo Mori dans Kodokan en fleurs (Hana no Kōdōkan). Elle est surtout remarquée dans Romance à Yushima de Teinosuke Kinugasa en 1955, puis s'impose définitivement avec Fleuve de la nuit (Yoru no kawa) de Kōzaburō Yoshimura en 1956. Aspirant à une plus grande liberté, elle démissionne de la Daiei, en 1963, sur la base d'un désaccord avec le producteur Masaichi Nagata.
Fujiko Yamamoto a interprété plus d'une centaine de rôles au cinéma entre 1953 et 1963.

## Filmographie partielle
- 1953 : Hana no kōdōkan (花の講道館?) de Kazuo Mori : Omitsu

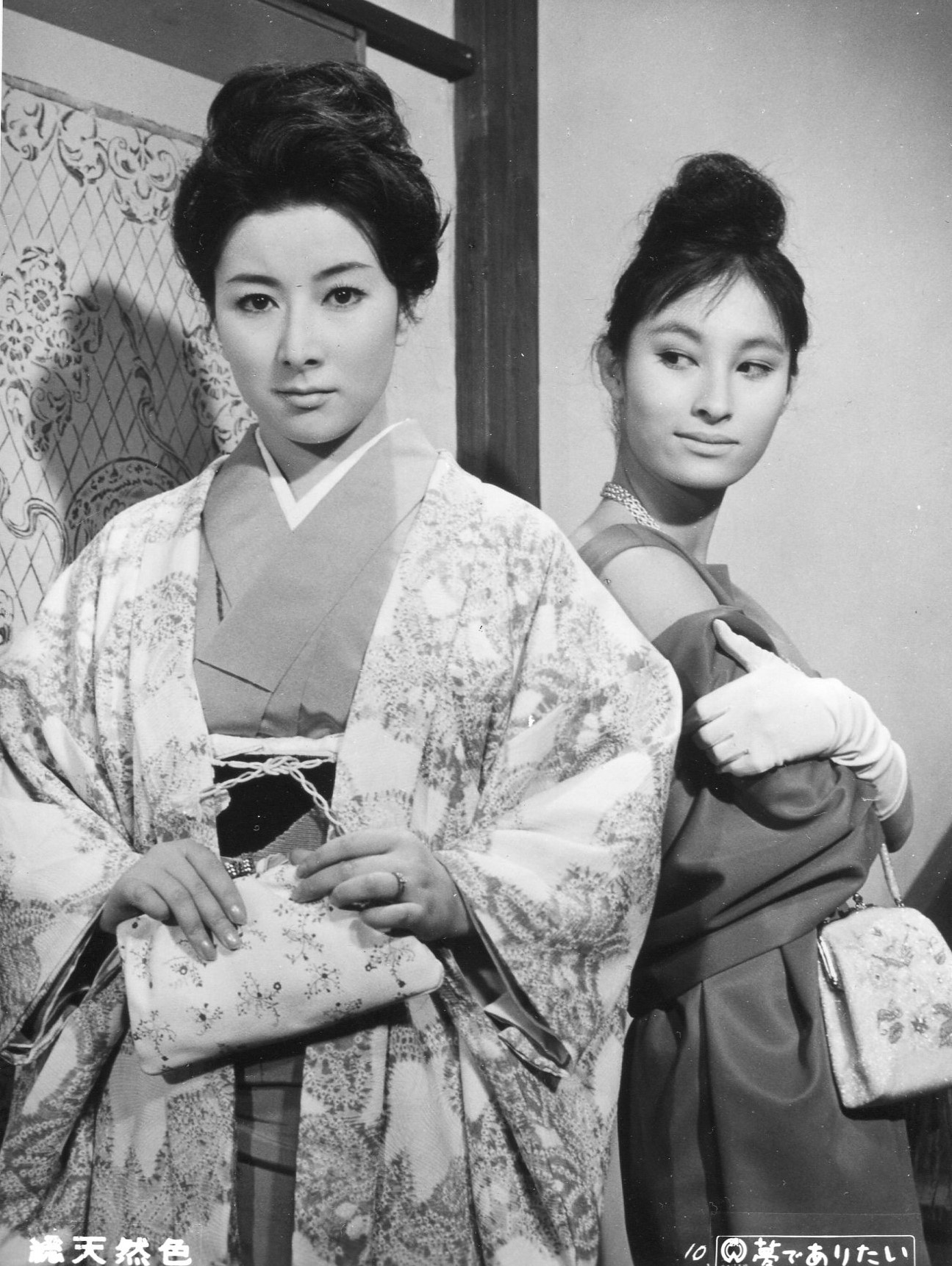
Fujiko Yamamoto et Kyōko Enami dans Yume de aritai (1962).

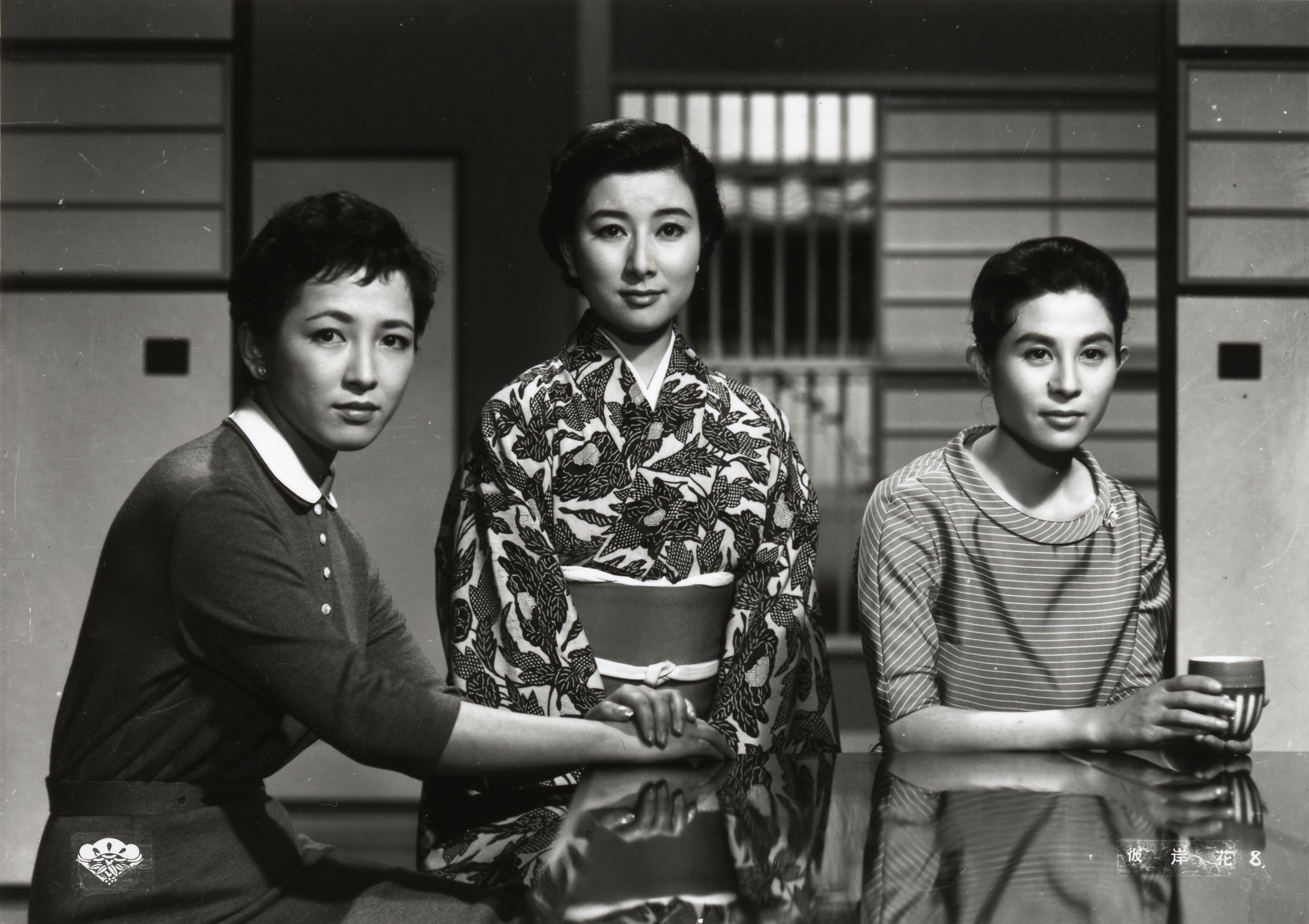
De gauche à droite : Ineko Arima, Fujiko Yamamoto et Yoshiko Kuga dans Fleurs d'équinoxe (1958).

- 1953 : Tange Sazen (丹下左膳?) de Masahiro Makino : Oen
- 1953 : Zoku Tange Sazen (続丹下左膳?) de Masahiro Makino : Oen
- 1954 : Le Démon doré (金色夜叉, Konjiki yasha?) de Kōji Shima : Miya
- 1955 : Contes de la ville basse près de la rivière (川のある下町の話, Kawa no aru shitamachi no hanashi?) de Teinosuke Kinugasa : Tamiko Inoue
- 1955 : Hi no bakusō (火の驀走?) de Shigeo Tanaka
- 1955 : Combien de fois, les roses (薔薇はいくたびか, Bara ikutabika?) de Teinosuke Kinugasa : Michiyo Sawada
- 1955 : Romance à Yushima (婦系図 湯島の白梅, Yushima no shiraume - onna keizu?) de Teinosuke Kinugasa
- 1956 : Trois femmes autour de Yoshinaka (新平家物語 義仲をめぐる三人の女, Shin heike monogatari: Yoshinaka o meguru sannin no onna?) de Teinosuke Kinugasa : Yamabuki
- 1956 : Étincelles (火花, Hibana?) de Teinosuke Kinugasa : Nobuko Kōzaki
- 1956 : Rivière de nuit (夜の河, Yoru no kawa?) de Kōzaburō Yoshimura : Kiwa Funaki
- 1956 : Le Pont du Japon (日本橋, Nihonbashi?) de Kon Ichikawa : Kiyoha Takinoya
- 1956 : Tsukigata Hanpeita (月形半平太 花の巻 嵐の巻, Tsukigata Hanpeita: Hana no maki arashi no maki?) de Teinosuke Kinugasa : Umematsu
- 1957 : Suzakumon (朱雀門?) de Kazuo Mori : Yuhide
- 1957 : Le Roman de Genji - Ukifune (源氏物語 浮舟, Ukifune?) de Teinosuke Kinugasa : Ukifune
- 1957 : Les Papillons de la nuit (夜の蝶, Yoru no chō?) de Kōzaburō Yoshimura : Okiku
- 1957 : Carnets secrets du détroit de Naruto (鳴門秘帖, Naruto hichō?) de Teinosuke Kinugasa
- 1958 : Le Banquet des fleurs (春高樓の花の宴, Haru kōrō no hana no en?) de Teinosuke Kinugasa : Isako Tsukushi
- 1958 : Le Précipice glacé (氷壁, Hyoheki?) de Yasuzō Masumura : Minako
- 1958 : Haha (母?) de Shigeo Tanaka : Yamanaka
- 1958 : La Vengeance des loyaux serviteurs (忠臣蔵, Chūshingura?) de Kunio Watanabe : Yōsen'in
- 1958 : Kawaki (渇き?) de Kōji Shima
- 1958 : Fleurs d'équinoxe (彼岸花, Higanbana?) de Yasujirō Ozu : Yukiko Sasaki
- 1958 : Tokai to iu minato (都会という港?) de Kōji Shima : Chisato Sawada / Masae
- 1958 : Le Héron blanc (白鷺, Shirasagi?) de Teinosuke Kinugasa : Oshino
- 1958 : Musume no boken (娘の冒険?) de Kōji Shima
- 1959 : Sasameyuki (細雪?) de Kōji Shima : Yukiko
- 1959 : Itsuka kita michi (いつか来た道?) de Kōji Shima : Koume
- 1959 : Flamme de la passion (情炎, Jōen?) de Teinosuke Kinugasa : Tomi / Toyoharu
- 1959 : Beauté coupable (美貌に罪あり, Bibō ni tsumi ari?) de Yasuzō Masumura : Kikue Yoshino
- 1959 : Pèlerinage nocturne (暗夜行路, Anyakōro?) de Shirō Toyoda : Naoko Tokito
- 1959 : Un tableau éphémère (かげろう絵図, Kagero ezu?) de Teinosuke Kinugasa : Tomi / Toyoharu
- 1959 : Utamaro, peintre de femmes (歌麿をめぐる五人の女, Utamaro wo meguru gonin no onna?) de Keigo Kimura
- 1960 : Sen-hime goten (千姫御殿?) de Kenji Misumi : la princesse Sen
- 1960 : Testaments de femmes (女経, Jokyō?) de Kon Ichikawa, Yasuzō Masumura et Kōzaburō Yoshimura : Tsuneko
- 1960 : Tōkyō no josei (東京の女性?) de Shigeo Tanaka
- 1960 : Les Lanternes (歌行燈, Uta andon?) de Teinosuke Kinugasa
- 1960 : Joyō (女妖?) de Kenji Misumi
- 1960 : Histoire singulière à l'est du fleuve (濹東綺譚, Bokutō kitan?) de Shirō Toyoda : Oyuki
- 1960 : Komako Shirakoya (白子屋駒子, Shirakoya Komako?) de Kenji Misumi : Komako Shirakoya
- 1960 : Le Col du grand Bouddha I (大菩薩峠, Daibosatsu tōge?) de Kenji Misumi : Omatsu
- 1960 : Le Col du grand Bouddha II (大菩薩峠 竜神の巻, Daibosatsu tōge: Ryujin no maki?) de Kenji Misumi : Omatsu
- 1961 : Onna wa yoru kesshō suru (女は夜化粧する?) de Umetsugu Inoue
- 1961 : Dix femmes en noir (黒い十人の女, Kuroi jūnin no onna?) de Kon Ichikawa : Futaba
- 1961 : Cheveux ébouriffés (みだれ髪, Midaregami?) de Teinosuke Kinugasa : Natsuko
- 1961 : Bouddha (釈迦, Shaka?) de Kenji Misumi : Usha
- 1961 : Le Fusil de chasse (猟銃, Ryōjū?) de Heinosuke Gosho
- 1961 : Okoto et Sasuke (お琴と佐助, Okoto to Sasuke?) de Teinosuke Kinugasa : Okoto
- 1961 : Kyōgeshō (京化粧?) de Hideo Ōba
- 1962 : Sous une multitude d'étoiles (如何なる星の下に, Ika naru hoshi no moto ni?) de Shirō Toyoda : Misako
- 1962 : Hoseki dorobo (宝石泥棒?) de Umetsugu Inoue : Sayoko Murasaki
- 1962 : La Grande Muraille (秦・始皇帝, Shin shikōtei?) de Shigeo Tanaka : la princesse Chu
- 1962 : J'ai deux ans (私は二歳, Watashi wa nisai?) de Kon Ichikawa : Chiyo
- 1962 : Yume de aritai (夢でありたい?) de Sōkichi Tomimoto
- 1963 : La Plaine mélancolique (憂愁平野, Yushu heiya?) de Shirō Toyoda : Aki
- 1963 : La Vengeance d'un acteur (雪之丞変化, Yukinojō henge?) de Kon Ichikawa : Ohatsu

## Récompenses et distinctions
- 1950 : Miss Japon[2]
- 1959 : prix Blue Ribbon de la meilleure actrice pour Fleurs d'équinoxe et Le Héron blanc[4]
- 1961 : prix Kinema Junpō de la meilleure actrice pour Histoire singulière à l'est du fleuve et Testaments de femmes[5]
- 2001 : Médaille au ruban pourpre